# Fosen

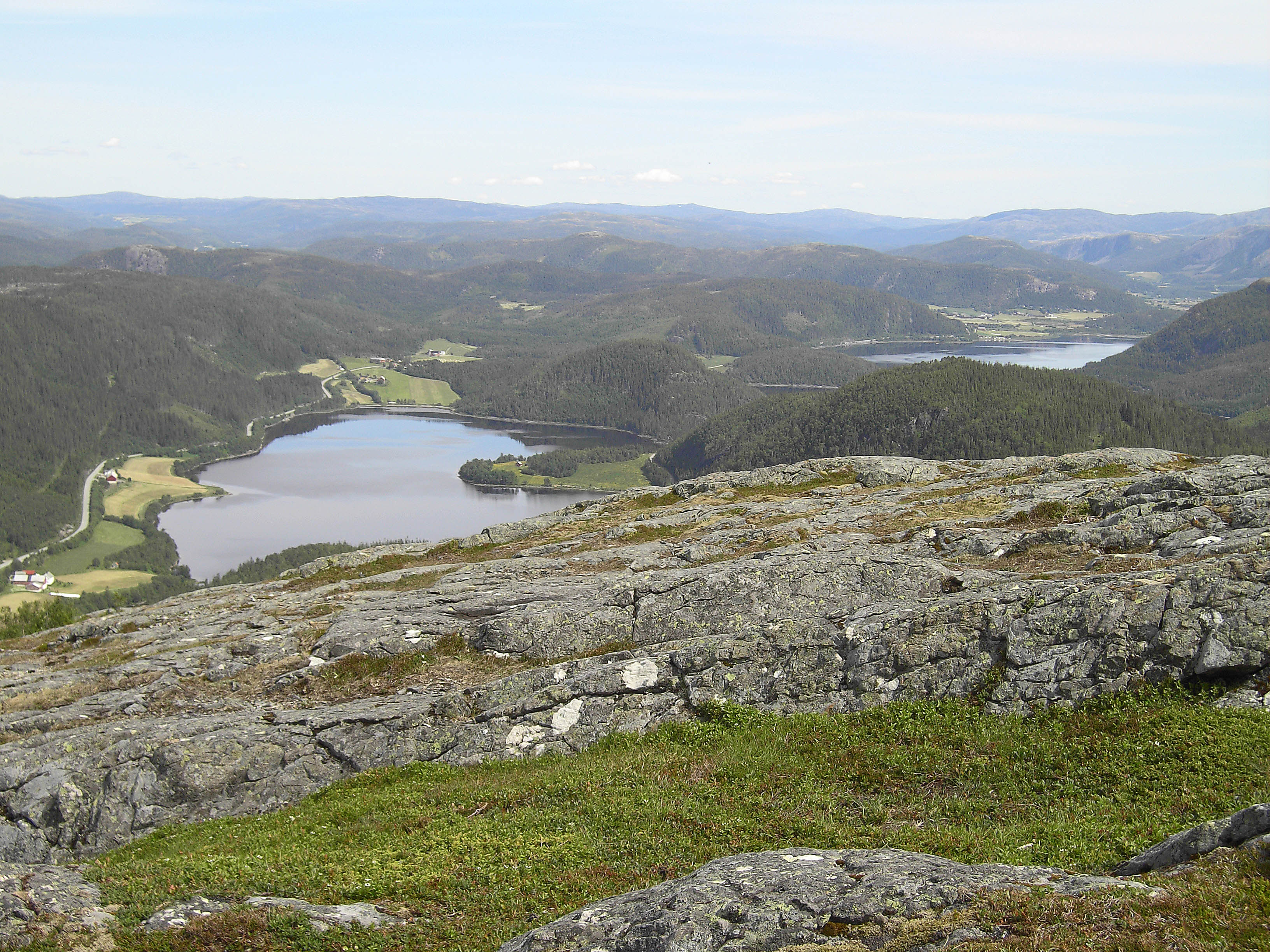
Vue d'un paysage de Fosen, vers Åfjord.

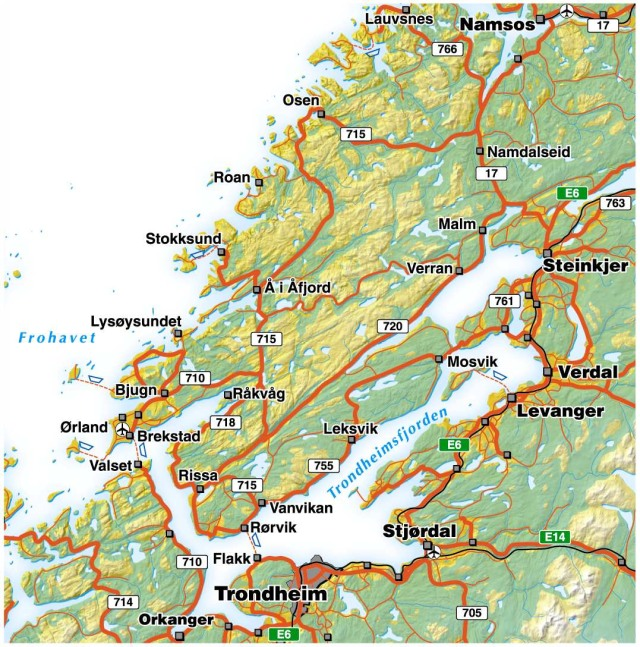
Carte du Trondheimsfjord et de la péninsule de Fosen.

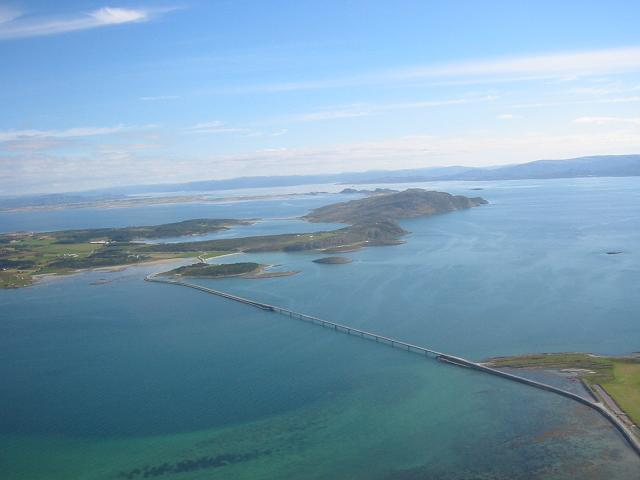
Le pont de Kråkvåg relie les îles de Storfosna et Kråkvåg, dans la municipalité d'Ørland.

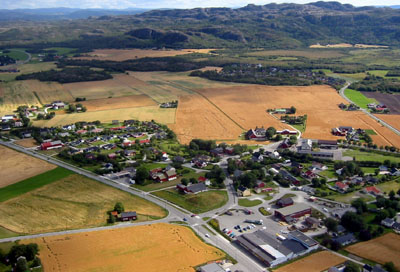
Ørland est la seule zone de plaine de la péninsule.

Le Fosen est un landskap de Norvège, situé dans le comté de Trøndelag, principalement sur la péninsule du même nom. Il comprend les territoires des municipalités actuelles d'Osen, Roan, Åfjord, Bjugn, Ørland, Rissa, Agdenes, Snillfjord, Hemne, Hitra et Frøya. 
La péninsule de Fosen se situe entre le Trondheimsfjord, au sud, et la mer de Norvège, au nord-ouest. Ses paysages sont composés de vallées forestières, de lacs et de falaises le long des côtes, mais la région comprend également des zones de montagnes pouvant atteindre 700 m d'altitude. La côte ouest est très accidentée et compte quelques îles. Sur cette côte ouest, les hivers sont doux et certaines régions reçoivent plus de 2 000 mm de précipitations annuelles.